# Radula (plante)
Pour les articles homonymes, voir Radula.
Genre
Radula est un genre d’hépathiques de la famille des Radulaceae.

## Liste d'espèces
Selon BioLib (21 avril 2019) :
- Radula auriculata Steph.
- Radula australis Austin
- Radula bolanderi Gottsche
- Radula brunnea Steph.
- Radula complanata (L.) Dumort.
- Radula demissa M.A.M.Renner
- Radula flaccida Lindenb. & Gottsche
- Radula floridana Castle
- Radula jonesii Bouman, Dirkse & K. Yamada
- Radula lindenbergiana Gottsche ex Hartm.
- Radula mollis Lindenb. & Gottsche
- Radula obconica Sull.
- Radula obtusiloba Steph.
- Radula oreopsis M.A.M.Renner
- Radula prolifera S. W. Arnell
- Radula sullivantii Austin
- Radula tenax Lindb.
- Radula visianica C. Massal.
- Radula voluta Taylor

Selon Catalogue of Life (21 avril 2019) :
- Radula acuminata Steph.
- Radula acuta Mitt.
- Radula acutangula Steph.
- Radula acutiloba Steph.
- Radula aguirrei R.M.Schust.
- Radula allisonii Castle
- Radula amentulosa Mitt.
- Radula amoena Herzog
- Radula anceps Sande Lac.
- Radula aneurismalis (Hook.f. & Taylor) Gottsche, Lindenb. & Nees
- Radula angulata Steph.
- Radula anisotoma M.A.M.Renner
- Radula ankefinensis Gottsche
- Radula antilleana Castle
- Radula appressa Mitt.
- Radula aquilegia (Hook.f. & Taylor) Gottsche, Lindenb. & Nees
- Radula assamica Steph.
- Radula auriculata Steph.
- Radula australiana K.Yamada
- Radula australis Austin
- Radula baltica Heinrichs, Schäf.-Verw. & M.A.M.Renner †
- Radula bipinnata Mitt.
- Radula bogotensis Steph.
- Radula bolanderi Gottsche
- Radula boninensis Furuki & K.Yamada
- Radula borneensis Steph.
- Radula boryana (F.Weber) Nees ex Mont.
- Radula brasilica K.Yamada
- Radula brunnea Steph.
- Radula buccinifera (Hook.f. & Taylor) Gottsche, Lindenb. & Nees
- Radula caduca K.Yamada
- Radula caespitosa Steph.
- Radula camerunensis Pócs & Döbbeler
- Radula campanigera Mont.
- Radula campanulata Lindenb. & Gottsche
- Radula carringtonii J.B.Jack
- Radula castlei Grolle
- Radula cavifolia Hampe ex Gottsche, Lindenb. & Nees
- Radula ceylanica K.Yamada
- Radula chinensis Steph.
- Radula cochabambaensis K.Yamada
- Radula comorensis Steph.
- Radula complanata (L.) Dumort.
- Radula conferta Lindenb. & Gottsche
- Radula constricta Steph.
- Radula cordata Mitt.
- Radula costaricensis Gottsche
- Radula crenulata Schiffn.
- Radula cretacea Bechteler, M.A.M.Renner, Schäf.-Verw. & Heinrichs †
- Radula cubensis K.Yamada
- Radula curvilobula M.L.So
- Radula cuspidata Steph.
- Radula decora Gottsche
- Radula decurrens Mitt.
- Radula deflexilobula Promma, L.N.Zhang & R.L.Zhu
- Radula demissa M.A.M.Renner
- Radula densifolia Castle
- Radula diaphana K.I.Goebel
- Radula diversifolia Steph.
- Radula dolabrata K.Yamada
- Radula eggersii K.Yamada
- Radula elliottii Castle
- Radula emarginata K.Yamada & Piippo
- Radula episcia Spruce
- Radula evansii Castle
- Radula evelynae K.Yamada
- Radula falcata Steph.
- Radula fauriana Steph.
- Radula fendleri Gottsche ex Steph.
- Radula fernandezana Steph.
- Radula fissifolia Steph.
- Radula flaccida Lindenb. & Gottsche
- Radula flavifolia (Hook.f. & Taylor) Gottsche, Lindenb. & Nees
- Radula floridana Castle
- Radula forficata M.A.M.Renner
- Radula formosa (C.F.W.Meissn. ex Spreng.) Nees
- Radula frondescens Steph.
- Radula fujitae Furuki
- Radula fulvifolia (Hook.f. & Taylor) Gottsche, Lindenb. & Nees
- Radula galapagona Steph.
- Radula gedena Gottsche
- Radula gottscheana Taylor
- Radula gracilis Mitt.
- Radula gradsteinii K.Yamada
- Radula grandifolia Steph.
- Radula grandilobula Promma & Chantanaorr.
- Radula grandis Steph.
- Radula grevilleana Taylor
- Radula grollei K.Yamada & Piippo
- Radula guyanensis K.Yamada
- Radula hainanensis L.N.Zhang & R.L.Zhu
- Radula hastata Steph.
- Radula hattorii K.Yamada
- Radula hawaiica M.L.So
- Radula hedingeri K.I.Goebel
- Radula helix (Hook.f. & Taylor) Gottsche, Lindenb. & Nees
- Radula hicksiae K.Yamada
- Radula holstiana Steph.
- Radula holtii Spruce
- Radula husnotii Castle
- Radula imposita M.A.M.Renner
- Radula inflexa Gottsche ex Steph.
- Radula inouei K.Yamada
- Radula intecta M.A.M.Renner, Schäf.-Verw. & Heinrichs †
- Radula involvens Spruce
- Radula iwatsukiana K.Yamada
- Radula iwatsukii K.Yamada
- Radula jamaicensis Pearson
- Radula jamesonii Taylor
- Radula japonica Gottsche
- Radula javanica Gottsche
- Radula jonesii Bouman, Dirkse & K.Yamada
- Radula jovetiana K.Yamada
- Radula juddii K.Yamada
- Radula kegelii Gottsche ex Steph.
- Radula kilgourii M.A.M.Renner
- Radula kinabaluensis K.Yamada
- Radula kitagawae K.Yamada
- Radula kojana Steph.
- Radula koponenii K.Yamada & Piippo
- Radula kurzii Steph.
- Radula lacerata Steph.
- Radula laxiramea Steph.
- Radula leiboldii Steph.
- Radula lewisii K.Yamada
- Radula ligula Steph.
- Radula lindenbergiana Gottsche ex C.Hartm.
- Radula lingulata Gottsche
- Radula longiloba K.Yamada
- Radula longispica Steph.
- Radula loriana Castle
- Radula macroloba Steph.
- Radula madagascariensis Gottsche
- Radula mammosa Spruce
- Radula marginata Gottsche, Lindenb. & Nees
- Radula marojezica E.W.Jones
- Radula mauiensis M.L.So
- Radula mazarunensis K.Yamada
- Radula mexicana Lindenb. & Gottsche
- Radula microloba Gottsche
- Radula microlobula Castle
- Radula minutilobula K.Yamada & Piippo
- Radula mittenii Steph.
- Radula mizutanii K.Yamada
- Radula morobeana K.Yamada & Piippo
- Radula multiamentula E.A.Hodgs.
- Radula multiflora Gottsche ex Schiffn.
- Radula myriopoda M.A.M.Renner
- Radula neotropica Castle
- Radula nigra Pearson
- Radula nilgiriensis Udar & D.Kumar
- Radula norrisii K.Yamada & Piippo
- Radula notabilis M.A.M.Renner
- Radula novae-hollandiae Hampe
- Radula novivrieseana K.Yamada
- Radula novocaledonica Hürl. & K.Yamada
- Radula novocaledoniensis K.Yamada
- Radula novoguineensis K.Yamada & Piippo
- Radula nudicaulis Steph.
- Radula nymannii Steph.
- Radula obconica Sull.
- Radula oblongifolia Casp. †
- Radula obovata Castle
- Radula obscura Mitt.
- Radula obtusiloba Steph.
- Radula oceania Castle
- Radula ocellata K.Yamada
- Radula okamurana Steph.
- Radula onraedtii K.Yamada
- Radula opaciuscula (Spruce) Castle
- Radula oreopsis M.A.M.Renner
- Radula ornata E.A.Br. & Pócs
- Radula ovalilobula K.Yamada
- Radula oyamensis Steph.
- Radula paganii Castle
- Radula pallens (Sw.) Nees ex Mont.
- Radula pandei Udar & Dh.Kumar
- Radula patens K.Yamada
- Radula perrottetii Gottsche
- Radula peruviana K.Yamada
- Radula philippinensis K.Yamada
- Radula physoloba Mont.
- Radula pinnulata Mitt.
- Radula plicata Mitt.
- Radula pocsii K.Yamada
- Radula portoricensis Steph.
- Radula prolifera Arnell
- Radula protensa Lindenb.
- Radula pseudoflaccida E.W.Jones
- Radula pseudoscripta M.A.M.Renner
- Radula pseudostachya Spruce
- Radula psychosis M.A.M.Renner
- Radula pugioniformis M.A.M.Renner
- Radula pulchella Mitt.
- Radula punctata Steph.
- Radula pusilla Spruce
- Radula quadrata Gottsche
- Radula queenslandica K.Yamada
- Radula ratkowskiana K.Yamada
- Radula recubans Taylor
- Radula reflexa Nees & Mont.
- Radula retroflexa Taylor
- Radula rhombiloba Steph.
- Radula robinsonii Steph.
- Radula rupicola K.Yamada
- Radula saccatiloba Steph.
- Radula santacruziana K.Yamada & Gradst.
- Radula scariosa Mitt.
- Radula schaefer-verwimpii K.Yamada
- Radula schofieldiana K.Yamada
- Radula sharpii K.Yamada
- Radula silvestris Gottsche
- Radula sinskeana K.Yamada
- Radula sinuata Gottsche ex Steph.
- Radula socorana Gerola
- Radula sonsonensis Steph.
- Radula sphaerocarpoides Grolle †
- Radula splendida M.A.M.Renner & Devos
- Radula squarrosa K.Yamada
- Radula steerei Grolle †
- Radula stellatogemmipara C.Gao & Y.H.Wu
- Radula stenocalyx Mont.
- Radula stipatiflora Steph.
- Radula strangulata Hook.f. & Taylor
- Radula striata Mitt.
- Radula subinflata Lindenb. & Gottsche
- Radula subsimplex Steph.
- Radula subsquarrosa S.W.Arnell
- Radula sullivantii Austin
- Radula sumatrana Steph.
- Radula tabularis Steph.
- Radula tasmanica Steph.
- Radula taylorii Steph.
- Radula tectiloba Steph.
- Radula tenax Lindb.
- Radula tenera Mitt.
- Radula tenuis K.Yamada
- Radula thiersiae K.Yamada
- Radula tjibodensis K.I.Goebel
- Radula tokiensis Steph.
- Radula underwoodii Castle
- Radula uvifera (Hook.f. & Taylor) Gottsche, Lindenb. & Nees
- Radula vagans Steph.
- Radula van-zantenii K.Yamada
- Radula varilobula Castle
- Radula venezuelensis K.Yamada
- Radula ventricosa Steph.
- Radula verrucosa K.Yamada
- Radula vieillardii Gottsche
- Radula visianica C.Massal.
- Radula voluta Taylor
- Radula vrieseana Sande Lac.
- Radula weymouthiana Steph.
- Radula wichurae Steph.
- Radula wrightii Castle
- Radula xalapensis Nees & Mont.
- Radula yanoella R.M.Schust.

Selon ITIS (21 avril 2019) :
- Radula auriculata Steph.
- Radula australis Aust.
- Radula bolanderi Gott.
- Radula complanata (Linnaeus) Dum.
- Radula flaccida Lindenb. & Gott.
- Radula mollis Lindenb. & Gott.
- Radula obconica Sull.
- Radula obtusiloba Steph.
- Radula prolifera S. Arnell
- Radula sullivantii Aust.
- Radula tenax Lindb.
- Radula voluta Tayl.

Selon NCBI (21 avril 2019) :
- Radula acuta Mitt.
- Radula allamanoi Gola
- Radula allisonii Castle
- Radula aneurysmalis (Hook.f. & Taylor) Gottsche, Lindenb. & Nees
- Radula anisotoma M.A.M.Renner
- Radula bolanderi Gottsche
- Radula cavifolia Hampe
- Radula compacta Castle
- Radula convexa Steph.
- Radula cuspidata Steph.
- Radula decurrens Mitt.
- Radula demissa M.A.M.Renner
- Radula dentifolia Grolle
- Radula forficata M.A.M.Renner
- Radula fulvifolia (Hook.f. & Taylor) Gottsche, Lindenb. & Nees
- Radula imposita M.A.M.Renner
- Radula jovetiana K.Yamada
- Radula lingulata Gottsche
- Radula loriana Castle
- Radula macroloba Steph.
- Radula macrostachya Lindenb. & Gottsche
- Radula madagascariensis Gottsche
- Radula marginata Taylor
- Radula marojezica E.W.Jones
- Radula mazarunensis K.Yamada
- Radula mexicana Lindenb. & Gottsche ex Gottsche
- Radula mittenii Steph.
- Radula mollis Lindenb. & Gottsche
- Radula multiamentula E.A.Hodgs.
- Radula multiflora Gottsche ex Schiffn.
- Radula myriopoda M.A.M.Renner
- Radula neotropica Castle
- Radula notabilis M.A.M.Renner
- Radula novae-hollandiae Hampe ex Lehm. & Lindenb.
- Radula nymanii Steph.
- Radula obconica Sull.
- Radula obtusiloba Steph.
- Radula oceanica Castle
- Radula ocellata K.Yamada
- Radula oreopsis M.A.M.Renner
- Radula ornata E.A.Br. & Pocs
- Radula paganii Castle
- Radula papulosa Steph.
- Radula patens K.Yamada
- Radula physoloba Mont.
- Radula pinnulata Mitt.
- Radula plicata Mitt.
- Radula plumosa Mitt. ex Steph.
- Radula pocsii K.Yamada
- Radula polyclada A.Evans
- Radula prolifera S.W.Arnell
- Radula pseudoscripta M.A.M.Renner
- Radula psychosis M.A.M.Renner
- Radula pugioniformis M.A.M.Renner, 2013
- Radula pulchella Mitt. ex Steph.
- Radula quadrata Gottsche
- Radula queenslandica K.Yamada
- Radula ratkowskiana K.Yamada
- Radula recubans Taylor
- Radula recurvifolia Steph.
- Radula reflexa
- Radula retroflexa Taylor
- Radula robinsonii Steph.
- Radula saccatiloba Steph.
- Radula sainsburiana E.A.Hodgs. & Allison
- Radula scariosa Mitt.
- Radula silvosa E.A.Hodgs. & Allison
- Radula sinuata Steph.
- Radula spicata Mitt.
- Radula splendida M.A.M.Renner & Devos
- Radula squarrosa K.Yamada
- Radula stenocalyx Mont.
- Radula stipatiflora Steph.
- Radula strangulata Hook.f. & Taylor
- Radula striata Mitt. ex Steph.
- Radula subinflata Lindenb. & Gottsche
- Radula sullivantii Austin
- Radula tasmanica Steph.
- Radula tectiloba Steph.
- Radula tenax Lindb.
- Radula tenera Mitt. ex Steph.
- Radula thiersiae K.Yamada
- Radula tjibodensis K.I.Goebel
- Radula tokiensis Steph.
- Radula uvifera (Hook.f. & Taylor) Taylor
- Radula varilobula Castle
- Radula visianica C.Massal., 1904
- Radula wattsiana Steph.
- Radula weymouthiana Steph.
- Radula yangii K.Yamada

Selon The Plant List (21 avril 2019) :
- Radula acuminata Stephani
- Radula affinis Lindenb. & Gottsche
- Radula allamanoi Gola
- Radula amazonica Spruce
- Radula amentulosa Mitt.
- Radula amoena Herzog
- Radula anceps Sande Lac.
- Radula aneurysmalis (Hook. f. & Taylor) Gottsche, Lindenb. & Nees
- Radula angulata Stephani
- Radula apiculata Sande Lac. ex Stephani
- Radula appendiculata Steph.
- Radula appressa Mitt.
- Radula aquilegia (Hook. f. & Taylor) Gottsche, Lindenb. & Nees
- Radula assamica Stephani
- Radula auriculata Stephani
- Radula australiana K. Yamada
- Radula australis Austin
- Radula bolanderi Gottsche
- Radula boliviana Steph.
- Radula boninensis Furuki & K. Yamada
- Radula boryana (F. Weber) Nees
- Radula brasilica K. Yamada
- Radula brunnea Stephani
- Radula buccinifera (Hook. f. & Taylor) Gottsche, Lindenb. & Nees
- Radula caduca K. Yamada
- Radula calcarata Stephani
- Radula campanigera Mont.
- Radula carringtonii J.B. Jack
- Radula cavifolia Hampe
- Radula ceylanica K. Yamada
- Radula chinensis Steph.
- Radula cochabambaensis K. Yamada
- Radula comorensis Stephani
- Radula complanata (L.) Dumort.
- Radula conferta Lindenb. & Gottsche
- Radula constricta Stephani
- Radula convexa Steph.
- Radula cornucopiae Spruce
- Radula cubensis K. Yamada
- Radula curvilobula M. L. So
- Radula decora Gottsche ex Stephani
- Radula diversifolia Stephani
- Radula dolabrata K. Yamada
- Radula eggersii K. Yamada
- Radula elegans Stephani
- Radula elliottii Castle
- Radula emarginata K. Yamada & Piippo
- Radula episcia Spruce
- Radula evansii Castle
- Radula evelynae K. Yamada
- Radula exigua Stephani
- Radula fauriana Stephani
- Radula fendleri Gottsche ex Stephani
- Radula flaccida Lindenb. & Gottsche
- Radula flavifolia (Hook. f. & Taylor) Gottsche, Lindenb. & Nees
- Radula floridana Castle
- Radula formosa (C. F. W. Meissn. ex Spreng.) Nees
- Radula fujitae Furuki
- Radula gedena Stephani
- Radula gigantea Horik.
- Radula goebelii Steph.
- Radula gradsteinii K. Yamada
- Radula grandiloba Steph.
- Radula grollei K. Yamada & Piippo
- Radula guyanensis K. Yamada
- Radula hattorii K. Yamada
- Radula hawaiica M. L. So
- Radula helix (Hook. f. & Taylor) Gottsche, Lindenb. & Nees
- Radula hicksiae K. Yamada
- Radula holstiana Stephani
- Radula holtii Spruce
- Radula husnotii Castle
- Radula inflexa Gottsche ex Stephani
- Radula inouei K. Yamada
- Radula involvens Spruce
- Radula iwatsukiana K. Yamada
- Radula iwatsukii K. Yamada
- Radula japonica Gottsche ex Stephani
- Radula javanica Gottsche
- Radula jonesii Bouman, Dirkse & K. Yamada
- Radula jovetiana K. Yamada
- Radula kanemarui S. Hatt.
- Radula kegelii Gottsche ex Stephani
- Radula kitagawae K. Yamada
- Radula koghiensis K. Yamada
- Radula kojana Stephani
- Radula koponenii K. Yamada & Piippo
- Radula kurzii Stephani
- Radula lacerata Stephani
- Radula laciniata Herzog
- Radula leiboldii Stephani
- Radula lewisii K. Yamada
- Radula ligula Stephani
- Radula lindbergiana Gottsche ex C. Hartm.
- Radula lindenbergiana Gottsche ex Hartm.
- Radula longiloba K. Yamada
- Radula longituba Steph.
- Radula lunulatilobula Horik.
- Radula macrodonta Stephani
- Radula macroloba Stephani
- Radula macrostachya Lindenb. & Gottsche
- Radula madagascariensis Gottsche
- Radula magnilobula Horik.
- Radula marojezica E.W. Jones
- Radula mauiensis M. L. So
- Radula mazarunensis K. Yamada
- Radula mexicana Lindenb. & Gottsche ex Gottsche
- Radula minutilobula K. Yamada & Piippo
- Radula mollis Lindenb. & Gottsche
- Radula morobeana K. Yamada & Piippo
- Radula neotropica Castle
- Radula norrisii K. Yamada & Piippo
- Radula novivrieseana K. Yamada
- Radula novocaledonica Hürl. & K. Yamada
- Radula novocaledoniensis K. Yamada
- Radula novoguineensis K. Yamada & Piippo
- Radula nudicaulis Stephani
- Radula nymanii Stephani
- Radula obconica Sull.
- Radula obovata Castle
- Radula obscura Mitt.
- Radula obtusiloba Stephani
- Radula ocellata K. Yamada
- Radula okamurana Stephani
- Radula onraedtii K. Yamada
- Radula opaciuscula (Spruce) Castle
- Radula ornata E. A. Br. & Pócs
- Radula ovalilobula K. Yamada
- Radula oyamensis Stephani
- Radula pallens (Sw.) Nees & Mont.
- Radula pandei Udar & Kumar, Dhirendra
- Radula patens K. Yamada
- Radula perrottetii Gottsche ex Stephani
- Radula philippinensis K. Yamada
- Radula platyglossa P.C. Chen
- Radula pocsii K. Yamada
- Radula prolifera S.W. Arnell
- Radula protensa Lindenb.
- Radula pseudoflaccida E.W. Jones
- Radula pseudoscripta Renner, Matt A. M.
- Radula pseudostachya Spruce
- Radula pusilla Spruce
- Radula quadrata Gottsche
- Radula queenslandica K. Yamada
- Radula ramulina Taylor
- Radula ratkowskiana K. Yamada
- Radula recubans Taylor
- Radula recurvilobula K. Yamada
- Radula retroflexa Taylor
- Radula riparia Spruce
- Radula rupicola K. Yamada
- Radula santacruziana K. Yamada & Gradst.
- Radula sarogliae Gola
- Radula scariosa Mitt.
- Radula schofieldiana K. Yamada
- Radula shaefer-verwimpii K. Yamada
- Radula sharpii K. Yamada
- Radula silvestris Gottsche
- Radula sinskeana K. Yamada
- Radula sinuata Stephani
- Radula splendida M. A. M. Renner & Devos
- Radula squarrosa K. Yamada
- Radula steerei Grolle
- Radula stellatogemmipara C. Gao & Y.H. Wu
- Radula stenocalyx Mont.
- Radula subinflata Lindenb. & Gottsche
- Radula sullivantii Austin
- Radula sumatrana Stephani
- Radula tectiloba Stephani
- Radula tenax Lindb.
- Radula tenera Mitt. ex Stephani
- Radula tenuis K. Yamada
- Radula thiersiae K. Yamada
- Radula tokiensis Stephani
- Radula van-zantenii K. Yamada
- Radula varilobula Castle
- Radula venezuelensis K. Yamada
- Radula verrucifolia Steph.
- Radula verrucosa K. Yamada
- Radula viridiaurea Spruce
- Radula visianica C. Massal.
- Radula voluta Taylor
- Radula wichurae Stephani
- Radula wrightii Castle
- Radula xalapensis Nees & Mont.
- Radula yangii K. Yamada
- Radula yanoella R.M. Schust.

Selon Tropicos (21 avril 2019) (Attention liste brute contenant possiblement des synonymes) :
- Radula abnormis Steph.
- Radula acuminata Steph.
- Radula acuta Mitt.
- Radula acutangula Steph.
- Radula acutiloba Steph.
- Radula aequiloba (Schwägr.) Dumort.
- Radula affinis Lindenb. & Gottsche
- Radula aguirrei R.M. Schust. ex M.A.M. Renner
- Radula albipes Colenso
- Radula allamanoi Gola
- Radula allisonii Castle
- Radula alpestris Lindb. ex Berggr.
- Radula amazonica Spruce
- Radula amentulosa Mitt.
- Radula amoena Herzog
- Radula anceps Sande Lac.
- Radula andicola Steph.
- Radula andreana Steph.
- Radula aneurismalis (Hook. f. & Taylor) Gottsche, Lindenb. & Nees
- Radula angulata Steph.
- Radula angustata Steph.
- Radula anisotoma M.A.M. Renner
- Radula ankefinensis Gottsche ex Steph.
- Radula antilleana Castle
- Radula apiculata Sande Lac. ex Steph.
- Radula appendiculata Steph.
- Radula appressa Mitt.
- Radula aquilegia (Hook. f. & Taylor) Gottsche, Lindenb. & Nees
- Radula arctica Steph.
- Radula arsenii Steph.
- Radula asplenioides (L.) Dumort.
- Radula assamica Steph.
- Radula aurantii Spruce
- Radula auriculata Steph.
- Radula australiana K. Yamada
- Radula australis Austin
- Radula autoica Steph.
- Radula balansae Steph.
- Radula baltica Heinrichs, Schäf.-Verw. & M.A.M. Renner
- Radula bipinnata Mitt.
- Radula bitterfeldensis Grolle
- Radula bogotensis Steph.
- Radula bolanderi Gottsche ex Steph.
- Radula boliviana Steph.
- Radula boninensis Furuki & K. Yamada
- Radula borneensis Steph.
- Radula bornmuelleri Steph.
- Radula boryana (F. Weber) Nees ex Mont.
- Radula brasilica K. Yamada
- Radula brunnea Steph.
- Radula buccinifera (Hook. f. & Taylor) Gottsche, Lindenb. & Nees
- Radula caduca K. Yamada
- Radula caespitosa Steph.
- Radula calcarata Steph.
- Radula caldana Ångstr.
- Radula caledonica Steph.
- Radula caloosiensis Austin
- Radula camerunensis Pócs & Döbbeler
- Radula campanigera Mont.
- Radula campanulata Lindenb. & Gottsche
- Radula capensis Steph.
- Radula carringtonii J.B. Jack
- Radula castlei Grolle
- Radula cavifolia Hampe
- Radula ceramensis Steph.
- Radula ceylanica K. Yamada
- Radula chinensis Steph.
- Radula claviflora Spruce
- Radula cochabambaensis K. Yamada
- Radula colensoi Steph.
- Radula colliculosa Mitt.
- Radula commutata Gottsche ex Limpr.
- Radula comorensis Steph.
- Radula compacta Castle
- Radula complanata (L.) Dumort.
- Radula conferta Lindenb. & Gottsche
- Radula coniloba Steph.
- Radula constricta Steph.
- Radula convexa Steph.
- Radula cordata Mitt.
- Radula cordiloba Taylor
- Radula cordovana J.B. Jack ex Steph.
- Radula corniculata Dumort.
- Radula cornucopiae Spruce
- Radula costaricensis Gottsche
- Radula crenulata Schiffn.
- Radula cretacea Bechteler, M.A.M. Renner, Schäf.-Verw. & Heinrichs
- Radula cubensis K. Yamada
- Radula cunninghamii Steph.
- Radula curta (Mart.) Dumort.
- Radula curvilobula M.L. So
- Radula cuspidata Steph.
- Radula decipiens (Hook.) Dumort.
- Radula decliviloba Steph.
- Radula decora Gottsche ex Steph.
- Radula decurrens Mitt.
- Radula deflexilobula Promma, L.N. Zhang & R.L. Zhu
- Radula delessertii Steph.
- Radula demissa M.A.M. Renner
- Radula densifolia Castle
- Radula dentata Dumort.
- Radula dentifolia Grolle
- Radula diaphana K.I. Goebel
- Radula dicksonii Castle
- Radula didrichsenii Steph.
- Radula diversifolia Steph.
- Radula diversitexta Steph.
- Radula dolabrata K. Yamada
- Radula dominicensis Steph.
- Radula douleana Steph.
- Radula drepanophylla Steph.
- Radula dusenii Steph.
- Radula eggersiana Steph.
- Radula eggersii K. Yamada
- Radula elegans Steph.
- Radula elliottii Castle
- Radula emarginata K. Yamada & Piippo
- Radula emergens Mitt. ex Steph.
- Radula epiphylla Mitt.
- Radula episcia Spruce
- Radula erigens (M.A.M. Renner & Braggins) M.A.M. Renner
- Radula evansii Castle
- Radula evelynae K. Yamada
- Radula excisiloba Steph.
- Radula exigua Steph.
- Radula falcata Steph.
- Radula falcifolia Steph.
- Radula farmeri Pearsall
- Radula fauciloba Steph.
- Radula faurieana Steph.
- Radula fendleri Gottsche ex Steph.
- Radula fernandezana Steph.
- Radula fissifolia Steph.
- Radula flaccida Lindenb. & Gottsche
- Radula flavescens Steph.
- Radula flavifolia (Hook. f. & Taylor) Gottsche, Lindenb. & Nees
- Radula floridana Castle
- Radula foliicola Steph.
- Radula foreauana Beauverd
- Radula forficata M.A.M. Renner
- Radula formosa (C.F.W. Meissn. ex Spreng.) Nees
- Radula frondescens Steph.
- Radula fruticosa Steph.
- Radula fujitae Furuki
- Radula fulvifolia (Hook. f. & Taylor) Gottsche, Lindenb. & Nees
- Radula fuscorufa Steph.
- Radula galapagona Steph.
- Radula gedena Steph.
- Radula gemmulosa S. Hatt.
- Radula germana J.B. Jack
- Radula gigantea Horik.
- Radula glauca Steph.
- Radula goebelii Steph.
- Radula gottscheana Taylor
- Radula gracilis Mitt. ex Steph.
- Radula gradsteinii K. Yamada
- Radula grandifolia Steph.
- Radula grandiloba Steph.
- Radula grandilobula Promma & Chantanaorr.
- Radula grandis Steph.
- Radula grevilleana Taylor
- Radula grollei K. Yamada & Piippo
- Radula guatemalensis Steph.
- Radula guineensis Steph.
- Radula guyanensis K. Yamada
- Radula hainanensis L.N. Zhang & R.L. Zhu
- Radula hallii Austin
- Radula hastata Steph.
- Radula hattorii K. Yamada
- Radula hawaiica M.L. So
- Radula hedingeri K.I. Goebel
- Radula helix (Hook. f. & Taylor) Gottsche, Lindenb. & Nees
- Radula helmsiana Steph.
- Radula heteroica Steph.
- Radula heterophylla Steph.
- Radula hicksiae K. Yamada
- Radula holstiana Steph.
- Radula holtii Spruce
- Radula husnotii Castle
- Radula hyalina Steph.
- Radula imposita M.A.M. Renner
- Radula indica Steph.
- Radula inflata Steph.
- Radula inflexa Gottsche ex Steph.
- Radula inouei K. Yamada
- Radula intecta M.A.M. Renner, Schäf.-Verw. & Heinrichs
- Radula intempestiva Schiffn.
- Radula involvens Spruce
- Radula iwatsukiana K. Yamada
- Radula iwatsukii K. Yamada
- Radula jackii Steph.
- Radula jamaicensis Pearson
- Radula jamesonii Taylor
- Radula japonica Gottsche ex Steph.
- Radula javanica Gottsche
- Radula jonesii Bouman, Dirkse & K. Yamada
- Radula jovetiana K. Yamada
- Radula kanemarui S. Hatt.
- Radula kegelii Gottsche ex Steph.
- Radula kilgourii M.A.M. Renner
- Radula kinabaluensis Yamada
- Radula kitagawae K. Yamada
- Radula koghiensis K. Yamada
- Radula kojana Steph.
- Radula koponenii K. Yamada & Piippo
- Radula korthalsii Steph.
- Radula krausei Steph.
- Radula kurzii Steph.
- Radula lacerata Steph.
- Radula laciniata Herzog
- Radula langloisii Castle
- Radula laxiramea Steph.
- Radula leiboldii Steph.
- Radula lejeuneiformis Steph.
- Radula lescurii Austin ex Steph.
- Radula lespagnolii Steph.
- Radula levieri Steph.
- Radula lewisii K. Yamada
- Radula ligula Steph.
- Radula limbata (Steph.) E.W. Jones
- Radula lindenbergiana Gottsche ex C. Hartm.
- Radula lindigii Castle
- Radula lingulata Gottsche
- Radula longifolia Steph.
- Radula longiloba K. Yamada
- Radula longispica Steph.
- Radula longituba Steph.
- Radula loriana Castle
- Radula lunulatilobula Horik.
- Radula lycopodioides Colenso
- Radula macrodonta Steph.
- Radula macroloba Steph.
- Radula macrostachya Lindenb. & Gottsche
- Radula madagascariensis Gottsche
- Radula madothecoides Herzog
- Radula magellanica Schiffn.
- Radula magnilobula Horik.
- Radula mammosa Spruce
- Radula mannii Austin
- Radula marginata Gottsche, Lindenb. & Nees
- Radula marojezica E.W. Jones
- Radula mascarena Steph.
- Radula mauiensis M.L. So
- Radula mauritiana Mitt. ex Steph.
- Radula mazarunensis K. Yamada
- Radula mexicana Lindenb. & Gottsche ex Gottsche
- Radula meyeri Steph.
- Radula micholitzii Steph.
- Radula microloba Gottsche
- Radula microlobula Castle
- Radula minutilobula K. Yamada & Piippo
- Radula miqueliana Taylor
- Radula mittenii Steph.
- Radula mizutanii K. Yamada
- Radula molleri Steph.
- Radula mollis Lindenb. & Gottsche
- Radula montana Steph.
- Radula morobeana K. Yamada & Piippo
- Radula mucronata Steph.
- Radula multiamentula E.A. Hodgs.
- Radula multicarinata Lindenb.
- Radula multiflora Gottsche ex Schiffn.
- Radula multiramea Gola
- Radula multiramosa Steph.
- Radula myriopoda M.A.M. Renner
- Radula neotropica Castle
- Radula newtonii Steph.
- Radula nietneri Steph.
- Radula nigra Pearson
- Radula nilgiriensis Udar & D. Kumar
- Radula norrisii K. Yamada & Piippo
- Radula notabilis M.A.M. Renner
- Radula notarisii Steph.
- Radula novae-guineae Steph.
- Radula novae-hollandiae Hampe ex Lehm.
- Radula novivrieseana K. Yamada
- Radula novocaledonica Hürl. & K. Yamada
- Radula novocaledoniensis K. Yamada
- Radula novoguineensis K. Yamada & Piippo
- Radula nudicaulis Steph.
- Radula nymannii Steph.
- Radula obconica Sull.
- Radula obiensis S. Hatt.
- Radula oblongifolia Casp.
- Radula oblongiloba Steph.
- Radula obovata Castle
- Radula obscura Mitt.
- Radula obtusifolia Steph.
- Radula obtusiloba Steph.
- Radula oceania Castle
- Radula ocellata K. Yamada
- Radula okamurana Steph.
- Radula onraedtii K. Yamada
- Radula opaciuscula (Spruce) Castle
- Radula oreopsis M.A.M. Renner
- Radula ornata E.A. Br. & Pócs
- Radula ovalifolia Steph.
- Radula ovalilobula K. Yamada
- Radula ovata J.B. Jack ex Steph.
- Radula oyamensis Steph.
- Radula paganii Castle
- Radula pallens (Sw.) Nees & Mont.
- Radula pandei Udar & Dh. Kumar
- Radula papulosa Steph.
- Radula parviretis E.A. Hodgs.
- Radula parvitexta Steph.
- Radula patens K. Yamada
- Radula paucidens Steph. ex Castle
- Radula pauciramea Steph.
- Radula perrottetii Gottsche ex Steph.
- Radula peruviana K. Yamada
- Radula philippinensis K. Yamada
- Radula physoloba Mont.
- Radula pinnulata Mitt.
- Radula pirottae Gola
- Radula planifolia (Hook.) Dumort.
- Radula platyglossa P.C. Chen
- Radula plicata Mitt.
- Radula plumosa Mitt. ex Steph.
- Radula pocillifera Taylor
- Radula pocsii K. Yamada
- Radula polyclada A. Evans
- Radula portoricensis Steph.
- Radula prolifera Arnell
- Radula protensa Lindenb.
- Radula pseudoflaccida E.W. Jones
- Radula pseudoscripta M.A.M. Renner
- Radula pseudostachya Spruce
- Radula psychosis M.A.M. Renner
- Radula pugioniformis M.A.M. Renner
- Radula pulchella Mitt. ex Steph.
- Radula punctata Steph.
- Radula pusilla Spruce
- Radula pycnolejeunioides Schiffn.
- Radula quadrata Gottsche
- Radula queenslandica K. Yamada
- Radula ramicola Steph.
- Radula ramulina Taylor
- Radula rara Steph.
- Radula ratkowskiana K. Yamada
- Radula recubans Taylor
- Radula recurvifolia Steph.
- Radula recurviloba Steph.
- Radula recurvilobula K. Yamada
- Radula reflexa Nees & Mont.
- Radula reineckeana Steph.
- Radula resupinata (L.) Dumort.
- Radula retroflexa Taylor
- Radula rhombiloba Steph.
- Radula riparia Spruce
- Radula robinsonii Steph.
- Radula rupestris Schleich. ex Dumort.
- Radula rupicola K. Yamada
- Radula saccatiloba Steph.
- Radula sainsburiana E.A. Hodgs. & Allison
- Radula salakensis Steph.
- Radula sandei Steph.
- Radula santacruziana K. Yamada & Gradst.
- Radula sarogliae Gola
- Radula scariosa Mitt.
- Radula schaefer-verwimpii K. Yamada
- Radula schofieldiana K. Yamada
- Radula sendaica Steph.
- Radula sharpii K. Yamada
- Radula silvestris Gottsche
- Radula silvosa E.A. Hodgs. & Allison
- Radula similis Steph.
- Radula sinskeana K. Yamada
- Radula sinuata Gottsche ex Steph.
- Radula socorana Gerola
- Radula sonsonensis Steph.
- Radula speciosa Gottsche ex Steph.
- Radula sphaerocarpoides Grolle
- Radula spicata Mitt.
- Radula spinulosa (Dicks.) Dumort.
- Radula splendida M.A.M. Renner & Devos
- Radula spongiosa Steph.
- Radula sprucei Steph.
- Radula squarrosa K. Yamada
- Radula steerei Grolle
- Radula stellatogemmipara C. Gao & Y.Huan Wu
- Radula stenocalyx Mont.
- Radula stipatiflora Steph.
- Radula strangulata Hook. f. & Taylor
- Radula striata Mitt. ex Steph.
- Radula subalpina (Nees ex Lindenb.) Dumort.
- Radula subinflata Lindenb. & Gottsche
- Radula subpallens Steph.
- Radula subsimilis Steph.
- Radula subsimplex Steph.
- Radula subsquarrosa S.W. Arnell
- Radula subtropica Steph.
- Radula sullivantii Austin
- Radula sumatrana Steph.
- Radula surinamensis Steph.
- Radula tabularis Steph.
- Radula tamariscina Mitt.
- Radula tasmanica Steph.
- Radula tayabensis Steph.
- Radula taylorii Steph.
- Radula tectiloba Steph.
- Radula tenax Lindb.
- Radula tenella Gottsche
- Radula tenera Mitt. ex Steph.
- Radula tenerrima Steph.
- Radula tenuis K. Yamada
- Radula thiersiae K. Yamada
- Radula thomeensis Steph.
- Radula tjibodensis K.I. Goebel
- Radula tokiensis Steph.
- Radula tridens Steph.
- Radula tubiflora Steph.
- Radula uleana Steph.
- Radula uliginosa (Lindenb.) Dumort.
- Radula umbrosa (Schrad.) Dumort.
- Radula underwoodii Castle
- Radula undulata (L.) Dumort.
- Radula unduliflora Castle
- Radula uvifera (Hook. f. & Taylor) Gottsche, Lindenb. & Nees
- Radula vagans Steph.
- Radula vaginata Steph.
- Radula valida Steph.
- Radula van-zantenii K. Yamada
- Radula variabilis S. Hatt.
- Radula varilobula Castle
- Radula venezuelensis K. Yamada
- Radula ventricosa Steph.
- Radula verrucifolia Steph.
- Radula verrucosa K. Yamada
- Radula vescoana Steph. ex Castle
- Radula vieillardii Gottsche ex Steph.
- Radula viridiaurea Spruce
- Radula visianica C. Massal.
- Radula voluta Taylor ex Gottsche, Lindenb. & Nees
- Radula vrieseana Sande Lac.
- Radula wallichiana Lehm.
- Radula wattsiana Steph.
- Radula weymouthiana Steph.
- Radula wichurae Steph.
- Radula woodiana Steph.
- Radula wrightii Castle
- Radula xalapensis Nees & Mont.
- Radula xanthochroma Colenso
- Radula yangii K. Yamada
- Radula yanoella R.M. Schust.
- Radula yunnanensis P.C. Chen